# Thorey-Lyautey
Thorey-Lyautey là một xã thuộc tỉnh Meurthe-et-Moselle trong vùng Grand Est đông bắc nước Pháp. Xã này nằm ở khu vực có độ cao trung bình 300 mét trên mực nước biển.

## Dân số
| Năm | 1962 | 1968 | 1975 | 1982 | 1990 | 1999 |
| --- | ---- | ---- | ---- | ---- | ---- | ---- |
| Dân số | 114  | 115  | 95   | 81   | 111  | 118  |
| From the year 1968 on: No double counting—residents of multiple communes (e.g. students and military personnel) are counted only once. |      |      |      |      |      |      |